# (13479) Vet
(13479) Vet es un asteroide perteneciente al cinturón de asteroides, descubierto el 8 de octubre de 1977 por la astrónoma soviética Liudmila Chernyj desde el Observatorio Astrofísico de Crimea.

## Designación y nombre
Designado provisionalmente como  1977 TO6. Fue nombrado Vet en honor al matemático ruso Vladímir Yevguénievich Tretiakov.